# Moussy-Verneuil
Moussy-Verneuil é uma comuna francesa na região administrativa de Altos da França, no departamento de Aisne. Estende-se por uma área de 6,43 km². Em 2010 a comuna tinha 121 habitantes (densidade: 18,8 hab./km²).